# 청봉체

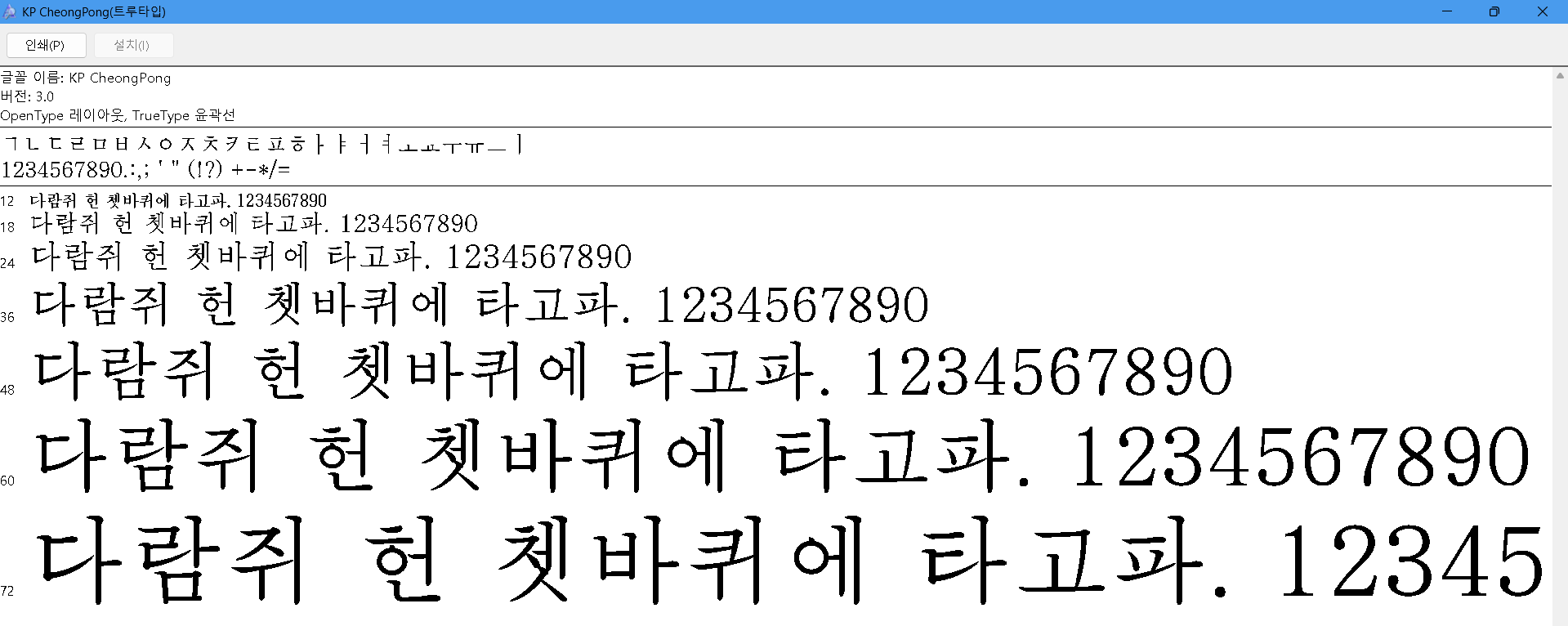
청봉

청봉체(靑峰體, Chongbong font)는 조선민주주의인민공화국에서 자주 사용되는 글꼴이다.

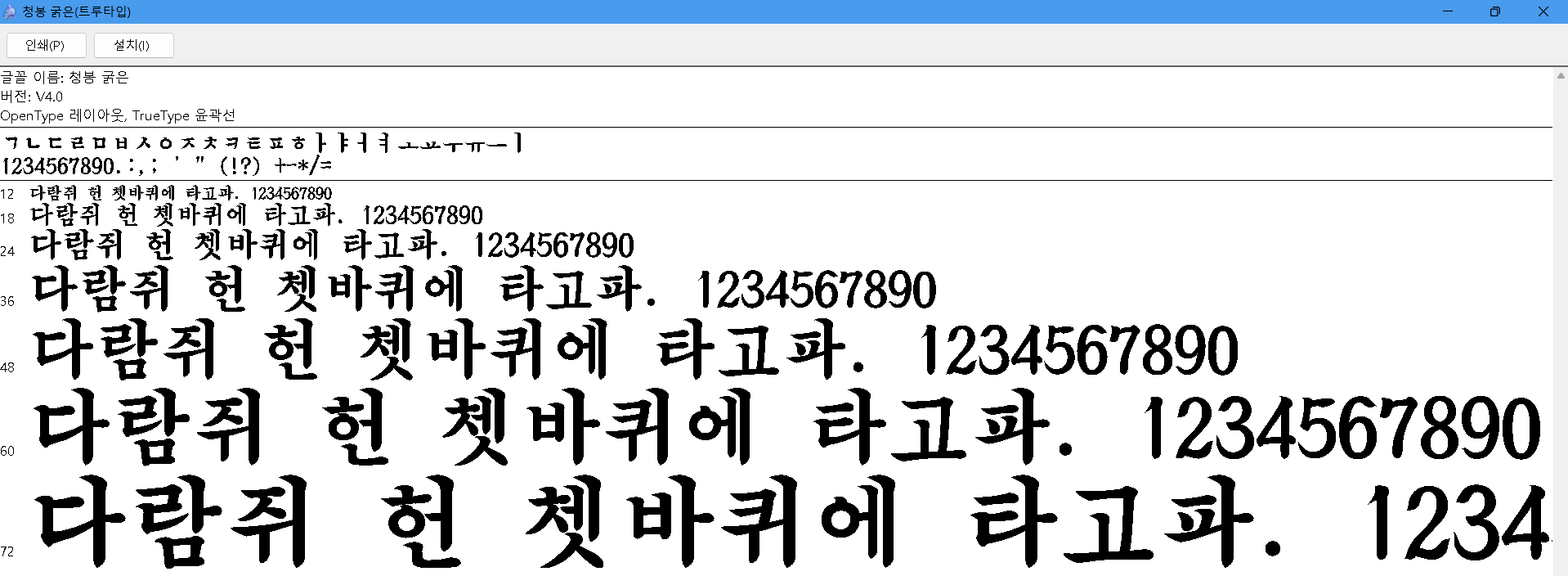
청봉 굵은

## 유래
청봉체는 김일성 동북항일연합군 장교(당시)와 그의 부하들이 일제강점기 때 백두산(白頭山) 밀영(숙영지)에서 항일운동을 활동하면서, 붓으로 쓴 구호문헌에서 발전된 서체이다.

## 역사
초기에는 ‘명조체’로 불렸는데, 나중에는 청조체(淸朝體), 1990년대에는 청봉체로 바뀌었다. 1988년에는 청봉체, 붓글체, 매듭체, 붓글활체랑 합쳐 청봉1호체, 청봉2호체, 청봉3호체, 청봉4호체라고 표시했다. 그러나 2001년에 로동신문의 편집체제를 바꾸자 달라졌다. 여기서 ‘청조체’는 중국 청나라에서 쓰이던 활자체를 부르던 말이다.

## 특징
청봉체는 궁서체를 본따 만들어진 고전적인 바른 붓글씨체이다. 서예에서 궁체가 빨리 쓰기 위해 반흘림체와 흘림체, 정자체가 있듯이 청봉체도 정자체, 흘림체, 반흘림체 등을 모두 갖추고 있다. 1988년에는 4종이 개발되어 사용되었으나, 지금은 4종을 모두 분리하여 붓글체, 매듭체, 붓글활체로 사용되고 있다.
청봉체는 긴 본문글과 제목글에 사용되며, 소제목과 표제, 제호에서도 사용되고 있다.
청봉체는 컴퓨터전산과정을 통해 많이 개발되었는데, 그 중 옥류체, 교과서체, 제목청봉체가 많이 사용되며, 이밖에도 굵은 종, 가는 종, 변종도 있다. 특히 옥류체는 《로동신문》의 제호로 사용될 많큼 유명하며, 제목청봉체는 방송의 자막, 교과서체는 북한 학생들이 읽는 교과서에 사용된다.
한편, 서예를 배울 때 북한에서 사용되는 서체로 청봉체와 함께 붉은기체, 물결체, 평양체, 궁체, 굽은체, 옛글씨체가 사용된다.

## 종류
| - 청봉체 - 붓글활체 - 붓글체 - 매듭체 - 교과서글씨체 | - 흘림체 - 청봉변체 - 옥류체 - 제목청봉체 - 중간청봉체 |